# Ertharin Cousin
Ertharin Cousin (sinh năm 1957) là một luật sư người Mỹ, từng là Giám đốc điều hành của Chương trình Lương thực Thế giới của Liên hợp quốc từ năm 2012 đến năm 2017. Sau khi hoàn thành nhiệm kỳ, Cousin trở thành Giáo sư xuất sắc của Payne tại Đại học Stanford của Viện Nghiên cứu Quốc tế Freeman Spogli, Thành viên xuất sắc tại Trung tâm An ninh lương thực và Môi trường và Trung tâm Dân chủ, Phát triển và Pháp quyền, đã chấp nhận đề bạt làm Thành viên xuất sắc với Hội đồng Chicago về các vấn đề toàn cầu, và trở thành Người được ủy thác trong Ban Giám đốc Power of Nutrition có trụ sở tại Vương quốc Anh.
Anh họ phục vụ từ năm 2009-2012 dưới thời Tổng thống Barack Obama với tư cách là Đại sứ Hoa Kỳ tại Cơ quan Lương thực và Nông nghiệp của Liên hợp quốc, phục vụ tại Rome, Ý và là giám đốc của Phái đoàn của Hoa Kỳ tại các Cơ quan Liên Hợp Quốc tại Roma. Trước đó, bà đã làm việc ở nhiều vị trí trong khu vực công và tư nhân, đầu tiên là quan chức của Đảng Dân chủ, sau đó chuyên về ngành thực phẩm và các tổ chức từ thiện liên quan từ cuối những năm 1990 trở đi. Năm 2014, Cousin được xếp hạng thứ 45 trong Danh sách 100 người phụ nữ quyền lực nhất thế giới của Tạp chí Forbes và bà được bầu chọn trong danh sách 100 nhân vật có ảnh hưởng nhất thế giới của TIME.